# Colophon
Kolophon (ook gespeld als Kolofon, Latijn: Colophon, Grieks: Κολοφών) was een Griekse kuststad in het noordelijk deel van Ionië (Klein-Azië), gelegen op ± 25 km ten noorden van Ephesus. De stad speelde in de Griekse oudheid geen belangrijke rol, maar is wel bekend als de geboorteplaats van verschillende Griekse kunstenaars en geleerden, onder meer de dichter Mimnermus, de filosoof Xenophanes en de schilder Apelles. Colophon is ook aangemerkt als mogelijke geboortestad van Homerus. Dertien kilometer ten zuiden van Colophon lag het beroemde orakel van Apollo te Clarus of Klaros. De naaldbomen in de omgeving van Colophon leverden het hars "colofonium" op dat zowel destijds als tegenwoordig voor het opruwen van de strijkstokken van strijkinstrumenten gebruikt wordt.

## Geschiedenis
Kolophon werd vermoedelijk gesticht door Ioniërs uit Attika, naar men zegt door twee zonen van koning Kodros van Athene. Omwille van zijn welvaart werd de stad ± 665 v.Chr. geplunderd door koning Gyges van Lydië. Vanaf 546 v.Chr. was ze in Perzische handen en in 478 v.Chr. lid van de Delisch-Attische Zeebond. In 430 v.Chr. werd Colophon na interne partijtwisten weer Perzisch om in 409 v.Chr. weer aan de zijde van Athene te raken en daarna in 387 v.Chr. weer opnieuw onder Perzië. 
Omdat Kolophon niet direct aan zee lag, kwijnde het langzaam weg ten voordele van zijn havenstad Notium. Rond 298 v.Chr. weken de bewoners onder leiding van Lysimachus uit naar Ephesus en werd de stad verwoest. Sinds 281 ondernam men pogingen om de stad weer op te bouwen, maar haar oude bloei zou ze nooit meer herkrijgen. Nog in de Romeinse keizertijd stond het orakel te Clarus onder de controle van Kolophon.
De ruïnes van het antieke Kolophon, gelegen nabij het tegenwoordige Degirmendere (Turkije), zijn schaars.
Het verband met het woord colofon is niet direct duidelijk.